# Kanton Saint-Pol-de-Léon
Kanton Saint-Pol-de-Léon (fr. Canton de Saint-Pol-de-Léon) je francouzský kanton v departementu Finistère v regionu Bretaň. Skládá se z osmi obcí.

## Obce kantonu
- Île-de-Batz
- Mespaul
- Plouénan
- Plougoulm
- Roscoff
- Saint-Pol-de-Léon
- Santec
- Sibiril